# Graeme Clarke
Graeme Clarke (Waconia, Minnesota, 24 de abril de 2001) es un jugador profesional estadounidense de hockey sobre hielo que se desempeña en la posición de extremo derecho en New Jersey Devils, equipo de la National Hockey League (NHL).

## Carrera
Fue seleccionado en la tercera ronda en la NHL Entry Draft de 2019. En 2023 hizo su debut profesional con el equipo New Jersey Devils, donde lleva jugando una temporada.